# Mimi Miyagi
Pour les articles homonymes, voir Miyagi.
Mimi Miyagi, née le 3 juillet 1973 à Davao, est une ancienne actrice pornographique américaine d'origine philippine, de son vrai nom Melody Damayo.

## Biographie
Elle est le deuxième enfant d'une famille de quatre. Lorsqu'elle eut six ans, ses parents partirent en Californie, où elle passa le reste de son enfance. Elle fut une enfant prodige relativement jeune. Elle passa sa jeunesse à apprendre le piano et à rêver de devenir une gymnaste pour participer aux Jeux olympiques. Elle fut diplômée du lycée à 15 ans. Après l'obtention de son diplôme, elle commença à travailler pour financer ses études universitaires à Mindanao.
Elle retourna à Los Angeles juste avant ses 18 ans avec 1000 dollars en poche. Elle pensait alors que cette somme serait suffisante pour vivre plusieurs mois. Ce ne fut pas le cas. Elle dépensa son argent en un mois et commença à chercher du travail. Elle en trouva un peu de temps après son 18e anniversaire.
Mimi répondit à une annonce pour poser nue, ce qui fut le point de départ de sa carrière pornographique. Quand elle arriva dans le milieu du X, on lui dit qu'il n'y avait pas de place sur le marché pour les actrices porno asiatiques (elle déclara d'abord être d'origine japonaise, Miyagi est un nom japonais) mais elle était déterminée et refusa d'abandonner. Alors qu'elle était toujours moins payée que les autres actrices, Mimi continua de démarcher les producteurs de films porno. Durant ce laps de temps elle était devenue une actrice populaire, notamment grâce à sa capacité à se faire pénétrer vaginalement ou analement par des hommes au sexe imposant mais aussi grâce à sa langue extraordinairement longue et ses scènes de fellation. Elle a conquis un public encore plus large via ses scènes lesbiennes. Mimi a également eu recours à plusieurs opérations pour faire passer sa poitrine d'un bonnet C naturel à un bonnet E.
En deux ans, Mimi devint l'actrice porno asiatique la plus connue du X. Mais malgré sa renommée, Mimi eu des difficultés à se faire payer par des producteurs peu scrupuleux. Ce fait l'amena à décider de se lancer elle-même dans le business.
Elle commença par publier une revue de charme, Oriental Dolls (aujourd'hui Asian Hotties), qui devint rapidement la revue de référence de la pornographie asiatique aux États-Unis.
L'arrivée d'Internet amena Mimi à créer son propre site web, qu'elle coda elle-même. Avec ce moyen de diffusion, elle continua à développer son activités en distribuant notamment des films X avec des actrices aux origines asiatiques. En 1999, Mimi commença à produire des films pour le studio Metro Home Video et produisit des séries qu'elle intitula Fantasiany Series #1, #2, #3, #4.
Mimi Miyagi tourna son dernier film X en 2003. En mai 2005, elle décrocha son premier petit rôle dans une comédie grand public, Come Again.

## Carrière politique

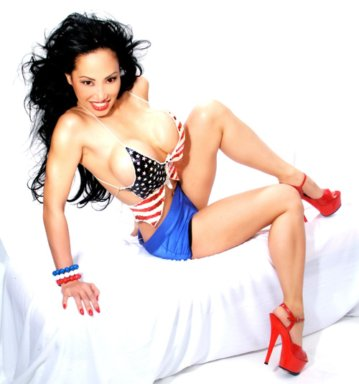
Mimi Miyagi.

Le 12 mai 2006, elle se présenta comme candidate au poste de gouverneur de l'État du Nevada pour le Parti Républicain sous son nom de naissance, Melody Damayo. Elle fut critiquée du fait de son ancienne profession. Cependant, elle déclara qu'elle avait complètement cessé ses activités pornographiques et qu'elle ne recevait plus de royalties. Elle affronta quatre autres candidats républicains lors des primaires le 15 août 2006. Jim Gibbons fut désigné candidat avec une confortable avance.

## Filmographie partielle
- Amber the Lesbian Queefer
- Anal Asians
- Asian Angel
- Beaver Snacks
- Beverly Hills Geisha
- Busty Bangkok Bangers
- Chocolate & Vanilla Twist
- Ditzy Dykes
- Girlz n the Hood
- Groupies
- Happy Ending
- Oriental Temptations
- Screamin Mimi!
- Secret Obsession
- She's the Boss
- Women of Color